# Ludwig Bonvin
Ludwig Bonvin, född 1850, död 1939, var en schweizisk-amerikansk tonsättare.
Bonvin prästvigdes 1885 i Liverpool, men övergick därefter till musiken och anställdes 1887 som musikdirektör vid Canisius College i Buffalo. Som tonsättare skrev Bonvin mässor och offertorier, ett oratorium (Die Auferstehung des Herrn, opus 115) samt världsliga körverk, kompositioner för damkör och duetter och världsliga och andliga sånger. Han skrev även ett mindre antal instrumentalverk, bland annat en symfoni (g-moll, opus 67), en violinromans (opus 19) med flera. Bonvin deltog även i disussionen om den gregorianska sången.